# Cayo Caninio Rébilo
Cayo o Gayo Caninio Rébilo  fue un miembro de la gens plebeya Caninia. Fue un político y general romano de la época final de la República romana. Fue nombrado consul suffectus en 45 a. C. en sustitución de Quinto Fabio Máximo.

## Carrera militar
Rébilo sirvió como legado de Julio César durante la guerra de las Galias de 52 a 51 a. C. Fue al país de los pictones para levantar el asedio de Lemonum (actual Poitiers), un oppidum de los pictones, por parte de Dumnaco, jefe de los andecavos; estos últimos tuvieron que retirarse. El ejército de los andecavos fue perseguido por los romanos y sufrió gran número de bajas. En una batalla decisiva al día siguiente, los romanos mataron alrededor de 12 000 hombres. Dumnaco escapó y, cuando Armórica se rindió, se marchó a un exilio voluntario.
Cuando estalló la guerra civil entre César y Pompeyo el Grande, Rébilo se puso del lado de su antiguo comandante y marchó junto a él a Italia. César envió a Rébilo, junto con Lucio Escribonio Libón, a negociar con Pompeyo cuando éste estaba por abandonar Italia, pero no tuvo éxito. En 49 a. C., fue enviado como procónsul junto con Gayo Escribonio Curión a atacar al reducto republicano localizado en la provincia romana de África, pero tras su derrota por las fuerzas combinadas de Publio Atio Varo y el rey Juba I de Numidia, y la muerte de Curión, Rébilo fue uno de los pocos que escaparon con vida.
En 46 a. C. volvió a África junto con César y sirvió en la batalla de Tapso. Después de la derrota de Escipión tomó la ciudad de Tapso, ocasión en la que el historiador Hirtio le llama procónsul. Al año siguiente (45 a. C.) acompañó a César a Hispania para luchar contra el último reducto de republicanos, que fueron derrotados finalmente en la batalla de Munda. En dicha ocasión se comenta que había perecido en un naufragio. Pero esto no es correcto, ya que él estaba entonces al mando de la guarnición de la ciudad de Hispalis.

## Consulado
El 31 de diciembre de 45 a. C., el cónsul de ese año, Quinto Fabio Máximo, murió repentinamente y Rébilo fue nombrado por César cónsul durante las horas finales de ese año. A raíz de este nombramiento, Cicerón señala que durante su consulado nadie había muerto, ya que el cónsul estaba tan atento que jamás había dormido durante todo su mandato.